# ГЕС Gǔchéng
ГЕС Gǔchéng (古城水电站) — гідроелектростанція у центральній частині Китаю в провінції Сичуань. Знаходячись між ГЕС Xuēchéng (вище по течії) та ГЕС Xiàzhuāng (12,2 МВт), входить до складу каскаду на річці Загунао, правій притоці Міньцзян, котра в свою чергу є лівою притокою Дзинші (верхня течія Янцзи).
В межах проекту річку перекрили комбінованою греблею, яка включає бетонну частину з водопропускними шлюзами висотою 23 метра та прилягаючу до неї ліворуч кам'яно-накидну споруду із бетонним облицюванням висотою 18 метрів. Гребля утримує невелике водосховище з об'ємом 939 тис. м3 та припустимим коливання рівня поверхні між позначками 1550 та 1554,5 метра НРМ.
Зі сховища через правобережний гірський масив прокладено дериваційний тунель довжиною 16,4 км з перетином 6,8х9,3 метра, котрий переходить у напірний водовід довжиною 0,25 км з діаметром 6 метрів. В системі також працює вирівнювальний резервуар висотою 89 метрів з діаметром 19 метрів.
Основне обладнання станції становлять три турбіни потужністю по 56 МВт, які повинні забезпечувати виробництво 807 млн кВт-год електроенергії на рік.
Первісно станцію планували ввести в експлуатацію у кінці 2009 року, проте сильні пошкодження внаслідок землетрусу у травні 2008-го змусили зсунути запуск на 2011 рік.